# 風光る (七三太朗・川三番地の漫画)
『風光る』（かぜひかる）は、原作七三太朗、漫画川三番地の高校野球漫画である。『月刊少年マガジン』（講談社）にて1991年1月号から2006年4月号まで連載された。物語の舞台が甲子園に移って以降、タイトルが『風光る〜甲子園〜』と改題された。『風光る〜甲子園〜』は講談社コミックス版では『風光る』から巻数を引き継いでいるが、後の文庫版では巻数をリセットし1巻からの刊行となっている。
尚、本作は4P田中くんとはスターシステムの関係にある。(前作のヒロイン少女が本作では主人公の姉になっているのを始め、多くの登場人物が役割を変えて出演している)
1992年、第16回講談社漫画賞を受賞した。2021年8月時点で累計発行部数は670万部を記録している。

## あらすじ
かつては甲子園にも出場する強豪だった多摩川高校野球部も、今や万年1回戦敗退の弱小校。
主人公・野中ゆたかはそんな多摩川高校野球部に在籍する補欠選手だが、野球選手の物まね（形態模写）が特技。そんな多摩川高校に、多摩川OBで甲子園に出場経験があり、東京六大学野球で三冠王を取り「神宮の星」と異名をとった経験を持つ君島監督が赴任して来た。君島監督はゆたかの才能に目をつけ、エースで4番という重役を任せる。そして、練習試合で強豪・千束高校に対して接戦に持ち込んだという自信から選手たちは甲子園行きを目標として掲げるようになる。楽しい部活動をめざそうとしていた君島は、甲子園を目指すということは辛いことも多いと念を押すが、選手たちはこれを承諾。
まず、君島は土台作りとして基礎トレーニングのみを選手たちに課す。特に3年生を中心に指導方法に不安を覚えた選手たちだったが、1時間ほどの実践練習で基礎トレーニングが自分たちの技量向上に役立っていることを実感すると、さらなるトレーニングに打ち込むのだった。
1回戦・尾山台高校、2回戦・目蒲高校をコールドゲームで下した多摩川高校野球部は3回戦の相手、昭文館高校を相手に精神的にも苦戦するが、試合中にも成長するゆたかを中心にして、南東京大会を勝ち登り、全国でも旋風を巻き起こす。

## 登場人物

### 多摩川高校
野中ゆたか
多摩川高校の補欠選手。1年生。とても器用で、さまざまな野球選手の物まねが得意。非常に野球が好きで、姉曰く、野球中継を座って見たことがないという。丁寧な性格で、物まねを覚えるときには初めは鏡と正対しながら右投手の物まねだったら左から、左投手の物まねは右からやるという。これは打者でも同様。そのため右投手のフォームのものまねを左投げで、左投手のフォームのものまねを右投げで行える技術を兼ね備えている。元々は左利きであり右利きに矯正していた。またフォームだけで無く、ものまねした投手の決め球を投げることが出来る技術を持っているだけでなく、両投げに対応したグローブを使って両腕で様々なフォームを使い分けたり、153cmと言う小柄な体格を最大限活用した、普通の投手なら本来はすっぽ抜けのボールになるストレートをストライクゾーンに投げられるなどの投球に関しては多彩な幅を持つ。雨の日を想定した練習で濡れたボールで投球練習を行うなど準備に余念が無い。またバッティングも153cmと小柄な体格ながら、君島監督のアドバイスや予選までの間に肉体強化のトレーニングを積んだことで地区大会や甲子園でホームランを量産出来るパワーと高い打撃技術を兼ね備えている。そんなゆたかのセンスに目をつけて、君島監督は練習試合で4番で投手という重要なポジションを任せる。当初は戸惑っていたが、試合を重ねるごとに中心選手としての自覚と責任感に目覚め、風格が漂ってきた。地区予選では当初は投手は右投げの選手のものまねをしていたが、本豪学園高校の機動力野球に対する秘策として、試合中にグローブを付け替えることで左投げと右投げを使い分けることを始めた。ものまねもフォームやしぐさだけで無く、松井の日本での打撃フォームと日本よりもストライクゾーンが外が広いメジャーのストライクゾーンに対応するために日本とは違う立ち位置をするメジャーでの松井秀喜の打撃スタイルを使い分けるなどものまねの幅も広い。
石川卒業後は、主将を務めることとなる。身長153センチ。両投両打。
ゆたかがものまねをした現実の選手
打者：落合博満、清原和博、イチロー、松井秀喜、バリー・ボンズ
投手：野茂英雄、山田久志、今中慎二、桑田真澄、ランディ・ジョンソン

野中美奈子
ゆたかの姉。常にゆたかのことを心配している弟思いな姉だが、ゆたかにとっては「怖い姉ちゃん」。

君島
多摩川高校に赴任してきた監督。多摩川高校野球部OBで、かつて東京六大学野球で三冠王の経験あり（ユニフォームから早稲田大学と思われる）。若さの割りに非常に落ち着いており、常に微笑を絶やさない。ベンチでは足を組んで、組んだ足の上から頬杖をついている。いろいろ謎の部分も多いが、選手への気配り・アドバイスは常に的確かつ重要。部員たちの自主性を重んじ、部員の人心掌握にも長けた名監督である。
名門・京浜高校の小野監督から自身の後継者としてアプローチされていたが、野球の楽しさを母校に伝えるためその話を断った。

部長
表立ってゆたか達に協力をしていた人物。

永井先生
多摩川高校女子テニス部顧問。京浜高校との試合前日、練習に熱の入っていた野球部員のために、女子テニス部の部員たちと夕飯を作ったりするなどしていた。甲子園1回戦では、ゲスト出演もしていた。

石川
多摩川高校の主将で2番・キャッチャー。膝の突っ張りをゆたかに指摘されてから打撃がよくなった。少し熱い部分を持ち、ゆたかにアドバイスをされた当初はカッカしていたが、指摘が的確であったので納得したようである。
守備はあまり上手ではなく、クロスプレイではたびたびボールをこぼしている。

小暮
多摩川高校の副主将で、3番・ファースト。ゆたかがレギュラー入りするまではエースで4番であった。その責任を感じてか力んでいたが、ゆたかに力みを指摘されて打撃開眼。非常に冷静な性格で、ゆたかの助言もすんなり聞き入れた。チーム1の野球センスを持つ。

岡田
多摩川高校でサードを守る。体が大きく頑丈で、打球を顔で止めるほど。力任せのスイングをしているとゆたかに指摘され修正し、打力が向上。千束戦で9番だった打順は、南東京予選以降は5番に昇格。精神的に優しすぎる性格のため、守備でのガッツが打撃に生かされて来れば怖い選手。

坂本英一
多摩川高校で1番を打ち、レフトを守っている。足が速いのに、フライばかり上げているから上から叩きつけるように打ったほうがいいとゆたかの指摘を受けて、修正。肩も強い。

佐々井
6番・センターの団子っ鼻。チーム1の強肩を持つ守りの要。

根岸
9番・ライト。千束戦のスタメンだった藤木を退けて、定位置を獲得した。

星野
洋食屋の息子で、予選のときに合宿を行うときにはよく包丁を持つ2年生。京浜高校戦で代打で出場し、ヒットを打っている。伝令役としてもよく出る。2年生のはずなのだが、ゆたかにタメ口を言われたり、敬語で言われたりするなど、厳密に言えば何年生なのかよくわからない。

堺
星野同様、京浜高校戦で代走として登場。また、決勝戦の有明高校戦でも守備固めとして出場している。ベースランニング15秒半という足の速さを持ち、陸上部の誘いを蹴って野球部にやってきた。星野同様、よく伝令役としても使われる。

### 千束高校
小野
名門・千束の監督にして君島監督の先輩。熱血漢で選手には常に全力でプレーするようにといっているが、態度に出てしまい、時に暴力を振るうのが玉に瑕。「ドロ水も青空を写すんだよ」が信条であり、ゆたかの末恐ろしさを千束ナインに教え込んでいた。

大城
速球を武器とする名門・千束のエースで4番。爪を割らなければ昨年度大会は甲子園に導いていたといわれていた。しかし、練習試合で万年1回戦敗退だった多摩川にぎりぎりで勝った上、結局公式戦では多摩川に敗れ去った。

熊野
3番サード。昨年度大会で大城とのアベックホーマーを5本も叩き出した南東京を代表する強打者。また、監督が大城を叱責した後のショートとの連携や最終回でのホームベースカバーなど、守備での活躍も見せた。

### 尾山台高校
久恒
尾山台高校の4番・捕手で主将。多摩川をダメ多摩と評していたが、結局痛い一撃を喰らう。その後、ゆたかをずっと追い続けていた。

根津
尾山台高校のエース。ゆたかに決め球のシュートを打たれて自信喪失に陥り、結果先発の広田と合わせて16点を取られ、コールド負けを喫する。

### 昭文館高校
宇童
元シード校・昭文館高校のエース。速球にカーブ、切れ味鋭いスライダーを持つ。カーブのときに首をたたむ癖をゆたかに見抜かれて一時マウンドから降りたが、その後球の出所が一緒で癖のないスライダーに切り替えてからはしばらく多摩川を悩ませた。しかし、疲れからストライクとボールがはっきりしだしたことから結局スライダーも攻略され、最後はゆたかにサヨナラ2ランホームランを打たれる。

### 本豪学園高校
佐久間博和
第3シード・本豪学園の3番でエース。MAX140km/hといわれる速球と切れ味鋭いスライダー、カーブが武器。カーブは石川・小暮によって攻略されて疑心暗鬼となり、速球を投げざるを得なくなったゆたかの前にあえなく散った。

### 京浜高校
小野監督
甲子園出場常連校で今大会の第1シード・京浜高校の名将。君島監督の先輩で、自分の後継者として君島を指名していたが、君島には拒否され、その君島率いる多摩川に敗北を喫す。

島
京浜高校のエース。佐久間と同じスピードのストレートをもちつつ、曲がりの大きいカーブが武器。ゆたかにホームスチールを決められて動揺したが、その後持ちこたえるなど精神力も強い。後にゆたかは9回にホームランを4番・中井に打たれた時と村上学園に先制された時に、彼のリラックス法を真似ている。

羽田
京浜高校の抑えの切り札。1人に3球と投げたことのない投手で、プロもマークしている。最速150km/hを記録する速球と、鋭く落ちるフォークボールを武器とする。しかし、1人を3球でしとめるという武勇伝は小暮に破られてしまい、最後はゆたかにサヨナラタイムリースリーベースを打たれた。

### 村上学園高校（徳島代表）
大石
Aランク校（多摩川はCランク）、村上学園の5番でエース。野球王国・四国でNo.1の防御率を誇る投手。羽田と同じくらいの速球をもち、多彩な変化球と投球術で人を食ったような投球を見せる。1回戦で多摩川の前に立ちはだかるが、最後はゆたかを色眼鏡で見てしまい、サヨナラ満塁ホームランを打たれた。それ以来、ゆたかが最後の打席で松井秀喜の真似をしたことから、ゆたかのことを小さいゴジラから『ミニラ』と呼んでいる。村上学園は、多摩川が南東京予選5回戦で戦った京浜高校と2年前に甲子園で対戦、1点差で涙を呑んでいる。関大淀川戦では多摩川の応援に来ており、「真面目にやってる者に野球の神が降りる」と、多摩川・ゆたかの勝利を願った。

菅井
村上学園の4番で一塁手。得点圏打率6割を誇り、先制の犠牲フライ、勝ち越しのホームランを放つが、サヨナラ負けで敗退した。

### 関大淀川高校（大阪代表）
赤井隆也
ゆたかのことを唯一色眼鏡で見なかったチーム、前年優勝校・関大淀川の主将で4番でサード。ホームランが決定的な打球を放っても、審判が「ホームラン」と言わない限り全力で走る。ゆたかから3本塁打10打点を記録し、辛くも勝利を収めるものの、3回戦で敗退し3連覇はならなかった。多摩川戦の後、後輩たちを呼び集め、来年はゆたかに負けるなよと話した。

山口大輔
通称「ヤマスケ」。関大淀川の5番でエース。今大会No1投手。野球センスの塊で、今打者が何をするのかまでわかってしまうほど。また、そんなことをしなくても相手をねじ伏せられるだけの剛球も合わせ持つ。だが、多摩川との対戦で全力投球をした上13失点を喫し、辛くも勝利を収めたが、3回戦で敗退してしまった。ヤマスケと呼ばれるのが嫌いで、自分には山口大輔というかっこいい名前があるんだからそれで呼べと言っているが、結局赤井をはじめチームメイトからは「ヤマスケ」と呼ばれている。身長187cm。その身長から、自分にはできない投法を見せたゆたかを羨ましく思う発言をしている。

## 書誌情報

### 単行本
- 七三太朗（原作） / 川三番地（作画） 『風光る[注 1]』 講談社〈講談社コミックス月刊マガジン〉、全44巻
  1. 1991年6月13日発売[3]、ISBN 4-06-302335-4
  2. 1991年10月15日発売[4]、ISBN 4-06-302346-X
  3. 1992年2月14日発売[5]、ISBN 4-06-302354-0
  4. 1992年5月13日発売[6]、ISBN 4-06-302361-3
  5. 1992年8月4日発売[7]、ISBN 4-06-302368-0
  6. 1992年11月13日発売[8]、ISBN 4-06-302375-3
  7. 1993年2月12日発売[9]、ISBN 4-06-302383-4
  8. 1993年5月12日発売[10]、ISBN 4-06-302392-3
  9. 1993年8月3日発売[11]、ISBN 4-06-302399-0
  10. 1993年11月15日発売[12]、ISBN 4-06-302411-3
  11. 1994年2月15日発売[13]、ISBN 4-06-302417-2
  12. 1994年5月13日発売[14]、ISBN 4-06-302428-8
  13. 1994年8月9日発売[15]、ISBN 4-06-302439-3
  14. 1994年11月14日発売[16]、ISBN 4-06-302454-7
  15. 1995年4月14日発売[17]、ISBN 4-06-302469-5
  16. 1995年7月11日発売[18]、ISBN 4-06-302481-4
  17. 1995年11月13日発売[19]、ISBN 4-06-302497-0
  18. 1996年4月15日発売[20]、ISBN 4-06-333515-1
  19. 1996年8月9日発売[21]、ISBN 4-06-333529-1
  20. 1997年1月14日発売[22]、ISBN 4-06-333552-6
  21. 1997年5月14日発売[23]、ISBN 4-06-333571-2
  22. 1997年9月13日発売[24]、ISBN 4-06-333588-7
  23. 1998年1月13日発売[25]、ISBN 4-06-333607-7
  24. 1998年6月15日発売[26]、ISBN 4-06-333626-3
  25. 1998年10月14日発売[27]、ISBN 4-06-333648-4
  26. 1999年3月15日発売[28]、ISBN 4-06-333670-0
  27. 1999年7月14日発売[29]、ISBN 4-06-333686-7
  28. 2000年1月14日発売[30]、ISBN 4-06-333708-1
  29. 2000年7月14日発売[31]、ISBN 4-06-333732-4
  30. 2000年11月14日発売[32]、ISBN 4-06-333746-4
  31. 2001年4月13日発売[33]、ISBN 4-06-333764-2
  32. 2001年9月13日発売[34]、ISBN 4-06-333785-5
  33. 2002年2月13日発売[35]、ISBN 4-06-333807-X
  34. 2002年7月15日発売[36]、ISBN 4-06-333834-7
  35. 2002年12月14日発売[37]、ISBN 4-06-333853-3
  36. 2003年4月15日発売[38]、ISBN 4-06-333879-7
  37. 2003年11月17日発売[39]、ISBN 4-06-333907-6
  38. 2004年3月17日発売[40]、ISBN 4-06-333925-4
  39. 2004年7月15日発売[41]、ISBN 4-06-333942-4
  40. 2005年1月17日発売[42]、ISBN 4-06-370961-2
  41. 2005年5月17日発売[43]、ISBN 4-06-370990-6
  42. 2005年9月16日発売[44]、ISBN 4-06-371007-6
  43. 2006年1月17日発売[45]、ISBN 4-06-371020-3
  44. 2006年6月16日発売[46]、ISBN 4-06-371046-7

### 文庫版
- 七三太朗（原作） / 川三番地（作画） 『風光る』 講談社〈講談社漫画文庫〉、全13巻
  1. 2003年5月9日発売[47]、ISBN 4-06-360553-1
  2. 2003年5月9日発売[48]、ISBN 4-06-360554-X
  3. 2003年6月12日発売[49]、ISBN 4-06-360570-1
  4. 2003年6月12日発売[50]、ISBN 4-06-360571-X
  5. 2003年7月11日発売[51]、ISBN 4-06-360583-3
  6. 2003年7月11日発売[52]、ISBN 4-06-360584-1
  7. 2003年8月12日発売[53]、ISBN 4-06-360607-4
  8. 2003年8月12日発売[54]、ISBN 4-06-360608-2
  9. 2003年9月12日発売[55]、ISBN 4-06-360618-X
  10. 2003年9月12日発売[56]、ISBN 4-06-360619-8
  11. 2003年10月10日発売[57]、ISBN 4-06-360643-0
  12. 2003年10月10日発売[58]、ISBN 4-06-360644-9
  13. 2003年11月12日発売[59]、ISBN 4-06-360663-5
- 七三太朗（原作） / 川三番地（作画） 『風光る〜甲子園〜』 講談社〈講談社漫画文庫〉、全8巻
  1. 2008年3月12日発売[60]、ISBN 978-4-06-370533-1
  2. 2008年4月11日発売[61]、ISBN 978-4-06-370540-9
  3. 2008年5月9日発売[62]、ISBN 978-4-06-370550-8
  4. 2008年6月12日発売[63]、ISBN 978-4-06-370561-4
  5. 2008年7月11日発売[64]、ISBN 978-4-06-370565-2
  6. 2008年8月9日発売[65]、ISBN 978-4-06-370575-1
  7. 2008年9月11日発売[66]、ISBN 978-4-06-370585-0
  8. 2008年10月10日発売[67]、ISBN 978-4-06-370593-5